# Tactostoma macropus
Tactostoma macropus es una especie de pez de la familia Stomiidae en el orden de los Stomiiformes.

## Morfología
Los machos pueden llegar alcanzar los 34,3 cm de longitud total.

## Reproducción
Es ovíparo con larvas y huevos  planctónicos.

## Hábitat
Es un pez de mar y de aguas profundas que vive entre 0-2.000 m de profundidad.

## Distribución geográfica
Se encuentra en el Japón, las Islas Kuriles y Kamchatka, el Mar de Bering, y desde el Golfo de Alaska hasta la Península de Baja California. También está presente en  Chile.